# Hodl
Hodl（也写作HODL）是在比特币社区中发展的一个俚语和网络模因，指长期持有某种加密货币而不卖出或使用。在比特币论坛上一篇发表于2013年12月的的帖子被认为是该词的起源，其帖子主题为“I AM HODLING”。